# American Sound Studio
American Sound Studio was een opnamestudio bedrijf voor muziek in de 827 Thomas Street in Memphis, Tennessee. Tussen de oprichting in 1964 en sluiting van de studio in 1972 werden hier meer dan honderdtwintig hits opgenomen. De muziek voor deze hits werd gespeeld door de huisband "The Memphis Boys", ook bekend onder de naam "827 Thomas Street Band". Artiesten die in de American Sound Studio hun nummers opnamen zijn o.a. Elvis Presley, Merrilee Rush, Aretha Franklin, Neil Diamond, Dusty Springfield, B. J. Thomas, Petula Clark, Joe Tex, Roy Hamilton en The Box Tops; Bobby Womack was sessiegitarist bij American Sound Studio en nam zijn eerste hit hier op.

## Geschiedenis
In 1967 richtten producer Chips Moman en Don Crews de American Sound Studio op in Memphis, Tennessee. De studio produceerde tussen 1967 en 1972 zo'n 120 hit songs die langer of korter in de Amerikaanse  Top 100 stonden. Soms waren er weken dat 25% van alle Billboard's top 100 niet alleen uit dezelfde studio's kwamen, maar dat de nummers ook nog eens door dezelfde achtergrondmuzikanten werden opgenomen: de Memphis Boys namen 122 Top 10 nummers op met hetzelfde ritmeteam: de "827 Thomas Street Band” (het adres van de studio). In 1972 sloot Chips Moman de American Sound Studio's in Memphis en verplaatste zijn imperium-deel zich naar Atlanta.

### ONYX/American Recording East
American Sound Studios en de Memphis Boys werden razend populair onder artiesten die werk wilden opnemen. Door het vele werk moest voortdurend worden uitgeweken naar andere studio's in Memphis. Om alle producties in de hand te houden was er grote behoefte aan een 2e studio. De "ONYX" studio op 2272 Deadrick Avenue was de eerste, speciaal als studio ontwormd en gebouwde studio in Memphis, en werd gebruikt door verschillende studio/audiobedrijven. De studio staf bestond uit Stan Kessler, Ronnie "Angel" Stoots van the Mar-Keys, en George Klein. Na de aankoop van de studio door ASS werd deze herdoopt in American Recording East ook wel “The Annex”.
De studio's waren standaard ontworpen met stereo echo kamers. De grote studiovloeren waren zeer geschikt voor grotere producties met hoorn en orkest sessies (Presley’s "Kentucky Rain". Trompettist Wayne Jackson nam hier, als onderdeel van de Memphis Horns talloze tracks op, waaronder het trompetdeel op het nummer "Sweet Caroline"van Neil Diamond.

Voor invliegende artiesten waren de studio's met een rechtstreekse weg verbonden naar het Memphis International Airport.
In de American North Studios werden al talloze opnamen gemaakt. De uitbreiding met American East Studios maakte dat de productievolumes tussen 1968 en 1972 nog vele keren konden worden vergroot. Beide studio's waren uitgerust met dezelfde opnameapparatuur, waardoor geluidsbanden makkelijk uitwisselbaar met de verschillende studio waren. Zo kon nog meer werk worden verzet en werden de studio's 24/7 gebruikt om aan de enorme vraag te voldoen.
In 1972 scheidden de wegen van Moman en Crews zich. Moman verhuisde met de American Sound Studios eerst naar Atlanta, vervolgens naar Nashville. De studio aan Thomas St. werd gesloten. Crews boog de Deadrick locatie (American Recording East) terug naar de "ONYX". Rond 1978 sloot ook ONYX en Crews trok zich terug uit de muziek business.
Na een veelbewogen leven sinds 1978, waarin "ONYX" studio op 2272 Deadrick Avenue (American Recording East) van het ene studiobedrijf door het andere productiebedrijf werd overgenomen, werden de studio's uiteindelijk als "belangrijke gebouwen voor de muziekgeschiedenis" aangemerkt. Brad Dunn (producer, engineer), Matt Martone en Will Gilbert (engineer) her-openden de studio in 2011 als American Recording Studios.
ARS is in Memphis de enige fysieke locatie waar nog iets van de American Sound Studios nalatenschap tastbaar is. De huidige eigenaren zijn David Gicking en Brad Dunn (2017).
De American Sound Studios alias American North aan 827 Thomas Street werden in 1989 afgebroken voor een stadsvernieuwingsproject.

## Artiesten

### The Memphis Boys
De Memphis Boys, de huisband van American Sound Studio, bestond uit de drummer Gene Chrisman, bassisten Tommy Cogbill en Mike Leech, de gitaristen Reggie Young, pianist Bobby Wood en organist Bobby Emmons. Zij brachten de veelzijdigheid in de studio tijdens de opnamen, zoals Joe Tex's "I Gotcha"; Merrilee Rush's "Angel of the Morning"; Neil Diamond's "Sweet Caroline"; The Box Tops' "Cry Like a Baby"; Elvis Presley's "In the Ghetto"; en Danny O'Keefe's "Goodtime Charlie's Got the Blues". Tommy's Cogbill's basloopje kenmerkt Dusty Springfield's hit "Son of a Preacher Man."  Zij waren ook de begeleidingsband voor fluitist Herbie Mann's 1969 Jazz Rock classic Memphis Underground . In 2007 werden The Memphis Boys opgenomen in de Musicians Hall of Fame and Museum in Nashville, Tennessee.

### Dusty Springfield
Als gevolg van plotse smaakverandering in de popmuziek midden jaren 60 raakten zangeressen uit de mode. Om haar geloofwaardigheid als soulzangeres op te poetsen kwam Dusty Springfield naar Memphis om bij American Sound Studio haar album vol pop en soulmuziek op te nemen. De lp Dusty in Memphis bezorgde Springfield een nominatie voor een Grammy Award voor Beste vrouwelijke popzanger in 1970 en ze ontving een Grammy Hall of Fame Award in 2001.
Deze lp wordt door internationale lezers en hitlijsten onder de 100 beste albums aller tijden geschaard. De lp's meest opvallende song "Son of a Preacher Man" was een internationale Top 10 hit in 1969.

### Elvis Presley
In de eerste maanden van 1969 nam Elvis Presley een groot aantal tracks op in een periode die wel wordt gezien als zijn comeback. Eén opmerkelijke track, "In the Ghetto" was de eerste die werd uitgebracht. De song was een bijzonderheid in Elvis' repertoire wegens zijn sociale commentaar op de cyclus van misdaad en armoede. Het volgende nummers Suspicious Minds, werd het centrum van zijn serie liveoptredens welke dat jaar begonnen.
Indeed, four charting singles came from these sessions-"Suspicious Minds", "Don't Cry Daddy", "In the Ghetto", and "Kentucky Rain"—as well as two critically acclaimed albums released during 1969, From Elvis in Memphis and the studio portion of From Memphis to Vegas/From Vegas to Memphis, also the strings and horns were scored at American East Studio the annex of American Sound Studios North. Mike Leach and Glen Spreen did most of the arranging, “sweetening” the tracks at American East. Many of the unreleased songs were later issued on Back in Memphis in 1970.
Van vier hitlijst nummers —" Suspicious Minds", "Don't Cry Daddy", "In the Ghetto", en "Kentucky Rain"— en twee albums uit 1969 From Elvis in Memphis en het studiodeel van From Memphis to Vegas/From Vegas to Memphis, werden ook de 'zoete' strijkers en de hoorns –gearrangeerd door Mike Leach en Glen Spreen- in de American Sound Studios opgenomen. Veel van de 'unreleased songs' werden later gebundeld uitgegeven op Back in Memphis uit 1970.
Later werden een aantal van de extra opgenomen nummers her en der op Elvis albums uitgegeven, waaronder een cover versie van The Beatles' "Hey Jude" (1972).